# ABS-CBN (TV-kanal)
ABS-CBN var en reklamfinansierad TV-kanal ägd av ABS-CBN Corporation, det största TV-bolaget i Filippinerna.  Det bildades år 1953 efter sammanlagningen av Alto Broadcasting System och Chronicle Broadcasting Network och är landets först TV-nätverk.  Den heter också den Kapamilya Network och Channel 2 eftersom kanalen kan ses i kanal 2 i Metro Manila.  Sitt huvudkontor ligger på ABS-CBN Broadcasting Center i Quezon City.
Kanalan tillsammans med ABS-CBN:s radiostationer slutade sändning 5 maj 2020 eftersom sin licens förnyades inte än.  Den 10 juli 2020, vägrade ett utskott i Filippinernas Representanthus att bevilja ABS-CBN:s ansökan för en ny licens för att sända.

## TV-program i urval
- Star Power
- TV Patrol
- Bandila
- Umagang Kay Ganda
- It's Showtime
- ASAP
- Pinoy Big Brother
- Maalaala Mo Kaya